# 콰드리가

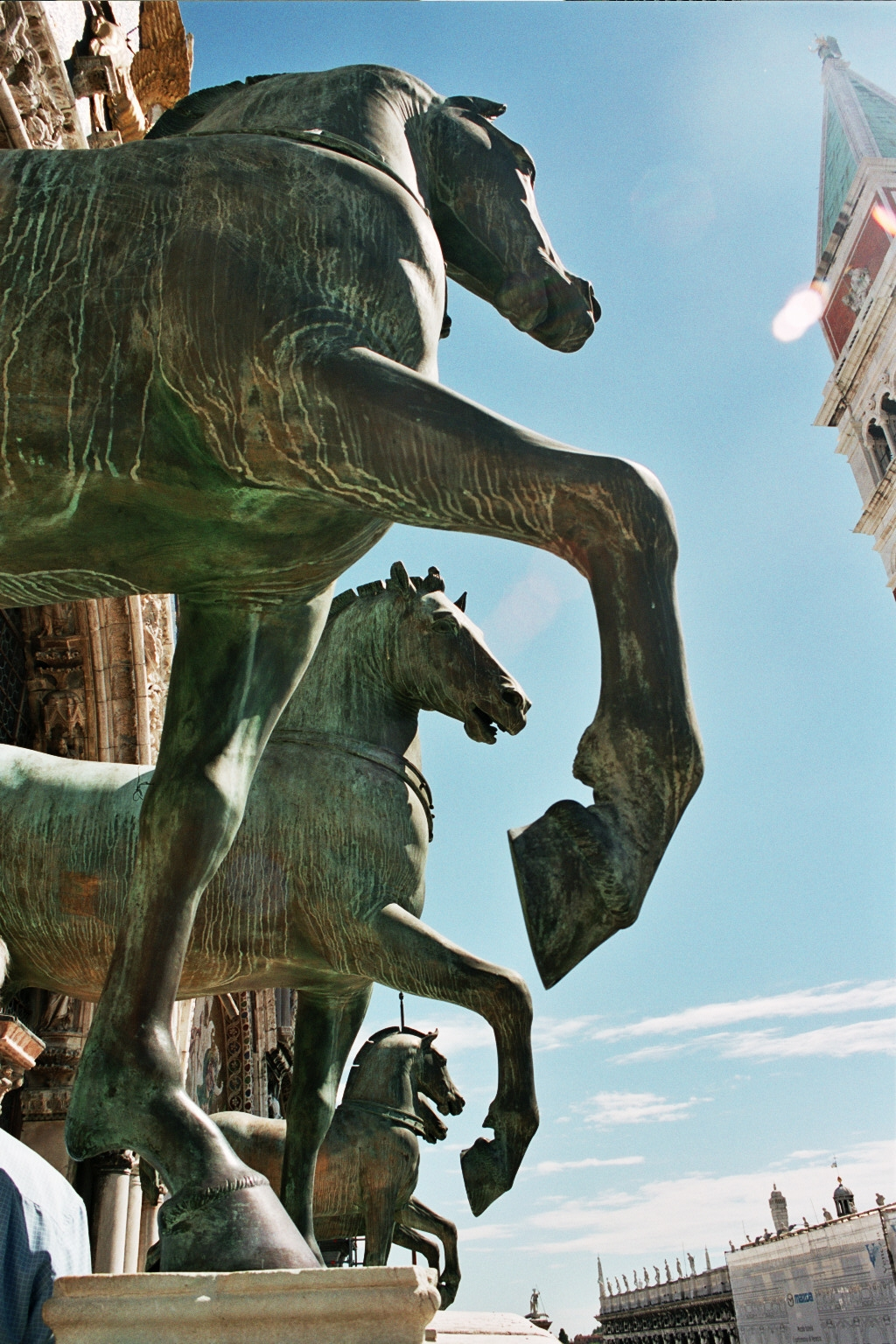
산마르코의 말

콰드리가(quadriga)는 4마리의 말이 끄는 고대 로마 시대의 전차이다. 라틴어의 quadr-(4)와 jungere(멍에)를 조합한 단어이다. 고대 올림픽 등에서 전차 경주에 사용되고 있었다. 고대 그리스의 항아리와 부조에 신이나 영웅이 탄 전차의 측면에서 본 그림이 그려져있는 것이 있지만, 그 전차가 콰드리가이다. 콰드리가는 승리의 상징이었다. 따라서 승리를 상징하는 빅토리아와 페메 등 여신이 탄 모습으로 그려지는 경우가 많다. 고대 신화에서는 콰드리가에 신들이 타는 전차로 되어 있었다. 아폴론은 콰드리가를 몰고 하늘로 가는 모습으로 잘 그려져 있다.
콰드리가는 전차 부분만을 가리키기도 있고, 4마리의 말을 연결한 전체도 가리킬 수 있다.
현대의 콰드리가 조각의 원점은 승리의 콰드리가라는 별명을 가진 산마르코의 말이라는 고대의 조각이며, 고대 콰드리가 조각으로는 유일하게 현존하고 있다. 원래는 콘스탄티노플 경마장 건물에 있던 것으로, 현재는 베네치아의 산마르코 대성당에 있다.

## 같이 보기
- 산마르코의 말